# 오수 나들목
오수 나들목(Osu IC)은 전북특별자치도 임실군 오수면 대명리에 설치된 순천완주고속도로의 8번 교차로다.
임실군 오수면과 지사면, 남원시 사매면 등지로 진출할 수 있으며, 17번 국도를 통해 사매면, 향교동을 거쳐 남원 시내로 빠르게 갈 수 있다. 또한 수도권에서 남원IC 진출입 경로가 상당히 굴곡이 있어서, 남원공용버스터미널을 오고가는 서울방면 고속버스도 남원IC 대신 17번 국도의 임실 - 남원 시경계를 통해 이 나들목을 이용한다.

## 연혁
- 2004년 12월 30일 : 2011년까지 나들목 신설을 위해 임실군 도시계획시설 교통광장에 오수면 대명리, 오산리 일원을 오수 나들목으로 고시[1]
- 2010년 12월 28일 : 순천완주고속도로 완주 ~ 서남원 구간 개통과 함께 영업 개시[2]
- 2020년 2월 17일 : 사매2터널에서 31중 추돌사고 발생으로 인해 순천완주고속도로 북남원 나들목 ~ 오수 나들목 구간 전면 통제
- 2020년 3월 24일 : 순천완주고속도로 북남원 나들목 ~ 오수 나들목 구간 보수공사 완료에 따라 통제 해제

## 구조물 정보
- 위치: 전북특별자치도 임실군 오수면 대명리

## 접속하는 도로
- 국도 제17호선 (춘향로)

## 교통량 정보
| 요금소        | 통행량 (대/일) | 통행량 (대/일) | 통행량 (대/일) | 통행량 (대/일) | 통행량 (대/일) | 통행량 (대/일) | 통행량 (대/일) | 통행량 (대/일) | 통행량 (대/일) | 통행량 (대/일) | 각주  |
| 요금소        | 2010년         | 2011년         | 2012년         | 2013년         | 2014년         | 2015년         | 2016년         | 2017년         | 2018년         | 2019년         | 각주  |
| ------------- | -------------- | -------------- | -------------- | -------------- | -------------- | -------------- | -------------- | -------------- | -------------- | -------------- | ----- |
| 오수 (폐쇄식) | 1,779          | 2,415          | 2,506          | 2,629          | 2,751          | 2,961          | 2,908          | 2,756          | 2,843          | 3,057          | [ 3 ] |